# Минуле (фільм)
«Минуле» (фр. Le passé) — соціально-психологічна драма.
Іранський режисер Асгар Фархаді вже має хорошу базу знятих ним фільмів. Багато з них стали лауреатами різних кінофестивалів, так, наприклад, його стрічка «Розлучення Надера і Симін» отримала статуетку Оскара, як найкращий фільм іноземною мовою. Драму «Минуле» теж не обійшли нагородами, але вже журі Каннського кінофестивалю в 2013 році. Фільм отримав гілочки за найкращу жіночу роль (Береніс Бежо) і Приз екуменічного (християнського) журі. На ранніх стадіях розробки фільму Фархаді розраховував, що роль Марі зіграє Маріон Котіяр, але вийшло інакше. Крім того, «Минуле» для іранця став першим повністю французьким фільмом, з французькими акторами. До цього він знімав виключно в рамках кордону і бюджету Ірану. Хіба що кілька останніх фільмів, зокрема «Про Еллі», було знято за підтримки Франції, але мінімальної. Зйомки у Франції вплинули і на загальний антураж, який хай і підтримував загальний настрій фільму, але відрізнявся від звичних для фільмів Асгара зйомок піщаних краєвидів. Цього разу місцем дії стало передмістя Парижа, що омивається дощами..

## Опис
Втомившись від міста Парижа, від країни Франції, іранець Ахмад втікає до себе на батьківщину, до Тегерану, покинувши у Франції дружину та дочку. Удома йому затишніше, а крім того любов між ним і Марі вже давно згасла. Через чотири роки, до Ахмада приходить лист, в якому дружина просить чоловіка приїхати на деякий час назад, щоб оформити папери для розлучення. Марі вже знайшла собі нового супутника життя і збирається спра́вити з ним весілля. Після приїзду, герой бачить стіну вже не між собою і практично колишньою дружиною, а між нею та їх дочкою Люсі. Спроби хоч якось налагодити відношення дочки і матері, відкривають йому деякі подробиці з минулого всієї родини, про які він не підозрював.

## Ролі виконують
Береніс Бежо, Тахар Рахім, Сабріна Уазані
Режисер- Асгар Фархаді
Оператор- Махмуд Каларі
Композитор- Євгеній Гальперін